# Zoufftgen
Zoufftgen é uma comuna francesa na região administrativa de Grande Leste, no departamento de Mosela. Estende-se por uma área de 35,48 km². Em 2010 a comuna tinha 1 247 habitantes (densidade: 74,7 hab./km²).
Está situada ao norte de Thionville, perto da divisa com o Luxemburgo.
Dia 11 de outubro de 2006 às 11h45, um choque entre um trem de passageiros luxemburguês e um trem de mercadorias francês, sobre a linha Thionville-Luxemburgo, fez 6 mortos em Zoufftgen.